# Leptodactylus nesiotus
Leptodactylus nesiotus là một loài ếch trong họ Leptodactylidae. Chúng là loài đặc hữu của Trinidad và Tobago.
Môi trường sống tự nhiên của chúng là đầm nước.